# Will Klinger-Franken
Will Klinger-Franken (* 21. September 1909 in Veitshöchheim; † 31. März 1986 in Ramsau bei Berchtesgaden) war ein deutscher Kunstmaler.

## Leben
Will Klinger-Franken wurde bereits als Sechsjähriger von dem Impressionisten Peter Würth im Zeichnen unterrichtet. In Würzburg ab 1923 zum Kirchenmaler ausgebildet und von Professor Heiner Dikreiter an der Kunstschule unterrichtet, eröffnete er 1925 sein erstes Atelier in Würzburg. 1930 zog Klinger mit seinem Atelier nach München und nahm dort ein zehnjähriges Studium an der Akademie der Bildenden Künste auf. 1935 und 1937 hatte er jeweils einjährige Studienaufenthalte in Italien. Nach Abschluss der Akademie arbeitete Klinger neben seiner künstlerischen Tätigkeit ab 1940 während der Kriegsjahre als Restaurator bei Professor Schmuderer am Bayerischen Landesamt für Denkmalpflege in München. 1941 heiratete Klinger die Bremerin Anita Mueller. Nach Ausbombung seines Münchner Ateliers wurde das Ehepaar 1944 nach Benediktbeuern evakuiert. 1946 zog die inzwischen um Tochter Eva angewachsene Familie erst nach Worpswede und 1948 dann nach Klingers Geburtsort Veitshöchheim. 1951 wurde sein Sohn Thomas geboren.
Nach einem ersten Besuch 1936 in Schönau am Königssee, verbrachte Klinger mit seiner Familie ab 1948 regelmäßig die Sommermonate im Chiemgau und im Berchtesgadener Land. 1960 baute er in Ramsau bei Berchtesgaden ein Haus, das für ihn und seine Familie zum ersten Wohnsitz wurde und in dem er bis zu seinem Tod lebte.
Seine Kinder Eva Klinger-Römhild (Bildhauerei und Keramik) und Thomas Klinger (Fotografie) schlugen ebenfalls künstlerische Laufbahnen ein.

## Wirken
Nach Kriegsende vorübergehend zwischen 1946 und 1948 Teil der Künstlerkolonie Worpswede geworden, galt Klingers Interesse den Industrielandschaften Bremens und Bremerhavens. Später konzentrierte er sich auf die künstlerische Darstellung der Kulturlandschaft zwischen Inn und Salzach, hierbei insbesondere auf seine in Ramsau bei Berchtesgaden gefundene neue Wahlheimat. 
Seine Werke wurden unter anderem in München, Salzburg, Burghausen, Hallein und Traunstein ausgestellt.
Er war Mitglied des Berufsverbandes Bildender Künstler in München, der Vereinigung Kunstschaffender in Unterfranken sowie des Berchtesgadener Künstlerbundes.